# 432 v. Chr.
Portal Geschichte | Portal Biografien | Aktuelle Ereignisse | Jahreskalender | Tagesartikel

◄ |
6. Jahrhundert v. Chr. |
5. Jahrhundert v. Chr. |
4. Jahrhundert v. Chr. |
►

◄ | 450er v. Chr. | 440er v. Chr. | 430er v. Chr. | 420er v. Chr. |
410er v. Chr. |
►

◄◄ | ◄ | 435 v. Chr. | 434 v. Chr. | 433 v. Chr. | 432 v. Chr. |
431 v. Chr. |
430 v. Chr. |
429 v. Chr. |
► |
►►

## Ereignisse

### Politik und Weltgeschehen

Einflussbereich des Attischen Seebundes kurz vor Ausbruch des Peloponnesischen Krieges

- Athen verhängt eine Handelssperre gegen Megara.
- Schlacht von Potidaia zwischen Athen und Korinth.
- In Lukanien wird von Tarent und Thurioi aus die griechische Kolonie Herakleia gegründet.

### Kultur
- Wegen des herannahenden Peloponnesischen Krieges müssen die Bauarbeiten an den Propyläen auf der Akropolis von Athen eingestellt werden. Der Architekt Mnesikles wird sein Werk niemals vollenden.

### Sport
- Dorieus, Sohn des Diagoras von Rhodos, gewinnt erstmals das Pankration bei den Olympischen Spielen.

## Gestorben
- Kallias II., athenischer Staatsmann und Diplomat, (* um 500 v. Chr.)
- um 432 v. Chr.: Phidias, griechischer Bildhauer